# Chaffee (månekrater)
Chaffee er et nedslagskrater på Månen. Det befinder sig på den sydlige halvkugle på Månens bagside og er opkaldt efter den amerikanske astronaut Roger B. Chaffee (1935 – 1967). Det er et af adskillige kratere i området, som er opkaldt efter astronauter og andre med forbindelse til Apollo-programmet.
Navnet blev officielt tildelt af den Internationale Astronomiske Union (IAU) i 1970. 

## Omgivelser
Chaffeekrateret ligger indenfor den enorme bjergomgivne slette Apollo, som har en dobbelt rand, og Chaffeekrateret ligger over den sydvestlige del af den indre rand. Højderyggen fra denne rand fortsætter nordpå fra Chaffees nordlige rand.

## Karakteristika
Krateret er cirkulært med en lidt ujævn ydre rand på grund af flere små, udadgående buler. Omkredsen er kun lidt nedslidt og har bibeholdt en skarp kant, som aftegner sig over omgivelserne. To kratere, som er værd at bemærke, er forbundet med Chaffees ydre rand: "Chaffee F" mod vest og "Chaffee W" mod nordvest. Chaffee trænger i virkeligheden lidt ind i det førstnævnte krater, og de to deler en fælles rand. Der er også et småkrater lige på kraterkanten mod syd-sydøst.
De indre vægge i Chaffee falder ikke i pæne terrasser, men skråner ned mod klippebunker, som dækker en del af kraterbunden. Andre dele af denne er forholdsvis jævne og uden særlige træk. Der ligger imidlertid adskillige små kratere i den nordlige halvdel, særligt nordvest for kratermidten.

## Satellitkratere
De kratere, som kaldes satellitter, er små kratere beliggende i eller nær hovedkrateret. Deres dannelse er sædvanligvis sket uafhængigt af dette, men de får samme navn som hovedkrateret med tilføjelse af et stort bogstav. På kort over Månen er det en konvention at identificere dem ved at placere dette bogstav på den side af satellitkraterets midte, som ligger nærmest hovedkrateret. Chaffeekrateret har følgende satellitkratere:
| Chaffee | Længde  | Bredde   | Diameter |
| ------- | ------- | -------- | -------- |
| F       | 38,8° S | 152,5° V | 35 km    |
| S       | 39,5° S | 156,6° V | 19 km    |
| W       | 38,2° S | 155,3° V | 25 km    |

## Måneatlas
- Billeder af Chaffeekrateret i LPI-måneatlasset